# Julián Araujo
Julián Vicente Araujo Zúñiga (ur. 13 sierpnia 2001 w Lompoc) – meksykańsko-amerykański piłkarz, występujący na pozycji prawego obrońcy w angielskim klubie Bournemouth oraz w reprezentacji Meksyku. Wychowanek Los Angeles Galaxy.

## Kariera klubowa

### Los Angeles Galaxy
1 stycznia 2018 dołączył do akademii Los Angeles Galaxy. Zadebiutował 4 października 2018 w drużynie rezerw w meczu USL Championship przeciwko Tacoma Defiance (2:2). W pierwszej drużynie zadebiutował 17 marca 2019 w meczu Major League Soccer przeciwko Minnesota United FC (3:2). Pierwszą bramkę zdobył 8 października 2020 w meczu ligowym przeciwko Portland Timbers (3:6).

## Kariera reprezentacyjna

### Stany Zjednoczone
W 2020 roku otrzymał powołanie do reprezentacji Stanów Zjednoczonych. Zadebiutował 9 grudnia 2020 w meczu towarzyskim przeciwko reprezentacji Salwadoru (6:0).

## Statystyki

### Klubowe
(aktualne na dzień 9 stycznia 2021)
| Klub                  | Sezon              | Liga                | Liga  | Liga   | Puchar kraju | Puchar kraju | Inne  | Inne   | Suma  | Suma   |
| Klub                  | Sezon              | Liga                | Mecze | Bramki | Mecze        | Bramki       | Mecze | Bramki | Mecze | Bramki |
| --------------------- | ------------------ | ------------------- | ----- | ------ | ------------ | ------------ | ----- | ------ | ----- | ------ |
| Los Angeles Galaxy II | 2018               | USL Championship    | 2     | 0      | –            | –            | –     | –      | 2     | 0      |
| Los Angeles Galaxy II | Ogólnie            | Ogólnie             | 2     | 0      | 0            | 0            | 0     | 0      | 2     | 0      |
| Los Angeles Galaxy    | 2019               | Major League Soccer | 18    | 0      | 1            | 0            | 1     | 0      | 20    | 0      |
| Los Angeles Galaxy    | 2020               | Major League Soccer | 17    | 1      | –            | –            | –     | –      | 17    | 1      |
| Los Angeles Galaxy    | Ogólnie            | Ogólnie             | 35    | 1      | 1            | 0            | 1     | 0      | 37    | 1      |
| Ogólnie w karierze    | Ogólnie w karierze | Ogólnie w karierze  | 37    | 1      | 1            | 0            | 1     | 0      | 39    | 1      |

### Reprezentacyjne
(aktualne na dzień 9 stycznia 2021)
| Reprezentacja     | Rok     | Mecze | Bramki |
| ----------------- | ------- | ----- | ------ |
| Stany Zjednoczone |         |       |        |
| 2020              | 1       | 0     |        |
| Ogólnie           | Ogólnie | 1     | 0      |

| Mecze i gole w reprezentacji | Mecze i gole w reprezentacji | Mecze i gole w reprezentacji | Mecze i gole w reprezentacji | Mecze i gole w reprezentacji | Mecze i gole w reprezentacji | Mecze i gole w reprezentacji | Mecze i gole w reprezentacji |
| Lp.                          | Data                         | Miejsce                      | Gospodarz                    | Gość                         | Wynik                        | Gol                          | Rozgrywki                    |
| ---------------------------- | ---------------------------- | ---------------------------- | ---------------------------- | ---------------------------- | ---------------------------- | ---------------------------- | ---------------------------- |
| 1.                           | 09.12.2020                   | Fort Lauderdale              | Stany Zjednoczone            | Salwador                     | 6:0                          |                              | Mecz towarzyski              |

## Sukcesy

### Reprezentacyjne
- Mistrzostwa Ameryki Północnej U-20 (1×): 2018

## Życie prywatne
Araujo urodził się w Lompoc, w stanie Kalifornia, w Stanach Zjednoczonych. Jego rodzice pochodzą z Meksyku.